# ألفارو سالازار
ألفارو سالازار (بالإسبانية: Álvaro Salazar)‏ (24 مارس 1993 تشيلي - ) هو لاعب كرة قدم تشيلي يلعب كحارس مرمى.

## روابط خارجية
- ألفارو سالازار على موقع قاعدة بيانات كرة القدم.إي يو (الإنجليزية)
- ألفارو سالازار على موقع Soccerway.com (الإنجليزية)
- ألفارو سالازار على موقع عالم كرة القدم.نت (الإنجليزية)
- ألفارو سالازار على موقع AS.com (الإسبانية)